# Молье, Рихард
Рихард Молье (Richard Mollier, 30 октября 1863, Триест — 13 марта 1935, Дрезден) — немецкий теплотехник.

## Биография
Немецкий ученый Рихард Молье родился 30 ноября 1863 года в Триесте. Его отец, Эдуард Молье, сначала был судовым инженером, а потом стал директором и совладельцем местной машиностроительной фабрики. Мать, рожденная фон Дик, происходила родом из аристократической семьи из Мюнхена.
Окончив в 1882 году Триестскую гимназию, Рихард Молье учился сначала в университете в Граце, а потом в Мюнхенском техническом университете, где много внимания уделял математике и физике; любимыми его преподавателями там были Мориц Шрётер (Moritz Schröter) и Карл фон Линде. После успешного завершения учебы в университете и короткой инженерной практики на предприятии своего отца Р. Молье в 1890 году перешел на работу в Мюнхенский университет, где стал ассистентом Морица Шрётера. Его первая научная работа в 1892 году в Мюнхенском университете под руководством Морица Шрётера была связана с построением тепловых диаграмм для курса теории машин, в 1895 году он защитил докторскую диссертацию, посвященную вопросам энтропии пара.
В 1897—1933 годах — профессор Высшей технической школы в Дрездене. В 1906 году в Берлине была издана его книга «Новые таблицы и диаграммы для водяного пара».
С самого начала его интересы были сосредоточены на свойствах термодинамической системы и возможности их достоверного представления в виде графиков и диаграмм. Хотя многие коллеги считали его чистым теоретиком, поскольку вместо проведения собственных экспериментов он опирался в своих исследованиях на эмпирические данные других, на самом деле он был неким связующим звеном между теоретиками (Клаузиус, Дж. У. Гиббс и др.) и практическими инженерами.
В 1873 году Гиббс предложил альтернативу в виде Т-S диаграммы, на которой цикл Карно превращался в простой прямоугольник, благодаря чему появилась возможность легко оценивать степень аппроксимации реальных термодинамических процессов по отношению к идеальным. Для этой цели в 1902 году Р. Молье предложил понятие энтальпии – некой функции состояния, которая в то время была еще мало известна. Термин «энтальпия» был ранее введен голландским физиком и химиком Хейке Камерлинг-Оннесом. Подобно энтропии (термин Клаузиуса), энтальпия является абстрактным свойством, которое не может быть непосредственно измерено. Большое достоинство этого понятия заключается в том, что оно позволяет описывать изменение энергии термодинамической среды без учета различия между теплотой и работой.
Используя эту функцию состояния, Р. Молье предложил в 1904 году диаграмму, отражающую взаимосвязь энтальпии и энтропии. В нашей стране она известна как I-s диаграмма. Эта диаграмма, сохраняя большинство достоинств Т-S диаграммы, дает и некоторые дополнительные возможности, позволяет удивительно просто иллюстрировать сущность как первого, так и второго законов термодинамики.
Вкладывая усилия в широкомасштабную реорганизацию термодинамической практики, Р. Молье разработал целую систему термодинамических расчетов, основанных на использовании понятия энтальпии. В качестве базы для этих расчетов он предложил графики и диаграммы свойств пара и различных хладагентов. В 1905 году немецкий исследователь Мюллер для наглядного изучения процессов обработки влажного воздуха построил диаграмму в прямоугольной системе с координатами температуры и энтальпии. Р. Молье в 1923 году усовершенствовал эту диаграмму, сделав ее косоугольной с осями энтальпии и влагосодержания. В таком виде I-d диаграмма практически дожила до нашего времени.
За свою жизнь (умер он в 1935 году) Рихард Молье опубликовал результаты ряда важных исследований по термодинамике, воспитал целую плеяду выдающихся ученых. Многие его ученики, такие как Вильгельм Нуссельт, Рудольф Планк и другие, сделали ряд фундаментальных открытий в этой области.